# Creature Feature
Creature Feature – amerykański zespół muzyczny grający muzykę z pogranicza rocka gotyckiego, horror punku, industrial dark wave i muzyki halloweenowej

## Opis
Pierwszy album zespołu, The Greatest Show Unearthed, został wydany w roku 2007. Piosenki zainspirowane są m.in. klasycznymi horrorami, twórczością autorów takich jak Edgar Allan Poe, H.P. Lovecraft czy Edward Gorey oraz kreskówkami i grami wideo. Lider zespołu, Curtis RX, ma również osobną stronę internetową oraz solowy projekt o nazwie Rufus Rex.

## Dyskografia

### Albumy studyjne
| Rok  | Tytuł                                                                                |
| ---- | ------------------------------------------------------------------------------------ |
| 2007 | The Greatest Show Unearthed - Data: 30 października 2007 - Wydawca: Sumerian Records |
| 2011 | It Was A Dark And Stormy Night... - Data: 28 października 2011                       |
| 2015 | American Gothic - Data: 24 grudnia 2015                                              |
| 2018 | The Greatest Show Unearthed Returns - Data: 26 października 2018                     |

### Single
| Rok  | Tytuł                                                                         |
| ---- | ----------------------------------------------------------------------------- |
| 2009 | Death Of A Doll Maker - Data: 11 lipca 2009                                   |
| 2013 | The Netherworld - Data: 20 września 2013                                      |
| 2014 | Nearly Departed - Data: 30 maja 2014                                          |
| 2014 | Here There Be Witches - Data: 12 września 2014                                |
| 2015 | Mad House - Data: 30 czerwca 2015                                             |
| 2018 | Slashback Video - Data: 4 sierpnia 2018                                       |
| 2018 | The Greatest Show Unearthed Returns - Data: 31 sierpnia 2018                  |
| 2018 | Sometimes They Come Back (Revenge Of Slashback Video) - Data: 7 września 2018 |
| 2018 | Grim Grinning Ghosts (Haunted Mansion Theme) - Data: 5 października 2018      |